# Genoteca
Una genoteca (library en anglès) és una col·lecció de clons cada un dels quals conté un vector al qual se li ha inserit un fragment d'ADN derivat de l'ADN o l'ARN totals de la cèl·lula o teixit. Amb la mida suficient, la col·lecció de clons hauria de contenir, teòricament, totes les seqüències existents a la font original d'ADN, és a dir, ha de contenir mostres de tot l'ADN de l'organisme. És possible buscar a la genoteca un clon amb un fragment d'ADN d'interès mitjançant mètodes sensibles de detecció capaços de detectar aquest fragment entre milions de clons diferents.
Entre els usos que se li poden donar a una genoteca estan:
- L'aïllament de seqüències i gens: punt de partida per a l'estudi molecular.
- La conservació del genoma: l'excepcionalitat d'una mostra biològica aconsella conservar el seu material genètic (restes arqueològiques, espècies en extinció, individus amb patologies úniques).
- Estudi de la seqüència genòmica: conèixer la seqüència completa d'un genoma implica la seva clonació prèvia.

## Genoteques genòmiques
Una genoteca genòmica és un tipus útil de genoteca que conté fragments de l'ADN genòmics generats mitjançant la digestió parcial amb quantitats limitants d'un enzim de restricció la qual fa talls en determinats llocs amb una freqüència elevada en el genoma. Com a conseqüència, es produeix una digestió parcial de l'ADN, de manera que només té lloc la fragmentació d'uns quants llocs de restricció, quedant la resta intacte.
Es genera així una col·lecció de fragments superposats amb una longitud idònia per a la clonació en un vector de clonació. Després de lligar el vector i el fragment d'ADN, s'introdueix en una cèl·lula hoste.